# شونن سندي الأسبوعية
شونن سندي الأسبوعية (باليابانية: 週刊少年サンデー، بالروماجي: Shūkan Shōnen Sandē) وتنطق شوكان شونِن ساندي، هي مجلة شونن مانغا شهيرة تصدر باليابان عن مؤسسة شوغاكوكان بشكل إسبوعي، منذ العدد الأول منها في مارس 1959. كرد فعل على منافستها مجلة شونن الأسبوعية. وقد وزعت المجلة مليونَي نسخة لأعداد عام 2000، لكن العدد قل تدريجياً ليصل إلى 393,417  في عام 2015.
يذكر أن المجلة تصدر في كل يوم أربعاء وتحتوى على العديد من قصص المانغا. و على الرغم من صدورها في يوم الأربعاء إلى أن كلمة Sunday والتي تعني الأحد قد إضافها المحرر الأول للمجلة - كيتشي تيودا – والذي أراد للعنوان بأن يوحي بعطلة نهاية أسبوع مثيرة.

## محتويات المجلة

### أعمال تنشر حالياً
- المحقق كونان
- ماغي (أنمي)
- الملعقة الفضية
- ميجور

## وصلات خارجية
- شونن سندي الأسبوعية على موقع ANN manga (الإنجليزية)

- موقع المجلة